# Medicinska universitetet i Gdańsk
Medicinska universitetet i Gdańsk, polska Gdański Uniwersytet Medyczny, är ett universitet i den polska staden Gdańsk beläget i Pommernregionen i norra Polen. Huvudprogrammet, medicin, finns för både polska och utländska studenter. Universitetet har två sektioner, den ena för polska studenter, och den andra för utländska. Den utländska delen kallas English Division och har till största delen studenter från Sverige. Sedan år 2010 har universitetet flest svenska studerande utanför Sverige (efter att ha gått om Danmark).[källa behövs]